# 加弗加昂烏帕齊拉
加弗加昂乌帕齐拉是孟加拉国邁門辛縣的一个乌帕齐拉，位於邁門辛专区的邁門辛縣。。

## 人口
據1991年孟加拉國人口普查，加弗加昂共有戶數73,130戶，人口379803人。其中男性佔比51.04%，女性佔比48.96%；成年人口184,633人。該地7歲以上人口之平均識字率為30.3%。